# Hans Modrow
Hans Modrow (pronúncia em alemão: AFI: /ˈhants ˈmɔdʁɔf/; Police, 27 de janeiro de 1928 – Berlim, 11 de fevereiro de 2023) foi um político alemão que serviu como último premier comunista da Alemanha Oriental. Foi presidente de honra do Partido da Esquerda alemão.
Com uma longa carreira política na Alemanha Oriental, Modrow ascendeu à chefia do governo com a demissão de Willi Stoph. Seu curto governo foi marcado por grande pressão interna em favor de reformas e eleições livres. O SED, partido único do regime, sofreu uma grande derrota nas eleições legislativas na Alemanha Oriental em 1989, e Modrow foi substituído na chefia do governo por Lothar de Maizière.
Após a reunificação alemã, Modrow continuou sua carreira política. Ele foi eleito membro do Parlamento Europeu e da Bundestag.

## Morte
Modrow morreu em 11 de fevereiro de 2023, aos 95 anos.

## Publicações
- Wie eine Jugendkontrollbrigade arbeiten soll! Berlim 1952.
- Welche Aufgaben hat die FDJ beim Kampf für den Sieg des Sozialismus in der DDR? Berlim 1959.
- Als Leiter eines Autorenkollektivs: Die DDR und Japan. Berlim 1983.
- Für ein neues Deutschland, besser als DDR und BRD. Berlim 1990.
- comWolfgang Meyer: Aufbruch und Ende. Berlim 1991.
- com Hans-Dieter Schütt: Ich wollte ein neues Deutschland. Berlim 1998.
- Die Perestroika – wie ich sie sehe. Persönliche Erinnerungen und Analysen eines Jahrzehntes, das die Welt veränderte. Berlim 1998.
- com Manfred Sohn: Vor dem großen Sprung? Überblick über die Politik der Japanischen Kommunistischen Partei. Schkeuditz 2000.
- Von Schwerin bis Strasbourg. Erinnerungen an ein halbes Jahrhundert Parlamentsarbeit. Berlim 2001.
- Zur Hypothek des kommunistischen Erbes. Überlegungen zur historischen Niederlage des Kommunismus. Konferenzbeiträge. Berlim 2003.
- Frieden ist mehr als nur ein Wort … – Zum 70. Geburtstag von Prof. Rolf Lehmann, General a. D. In: Gemeinsame Sicherheit – ein schwieriger Lernprozess. Prof. Dr. Rolf Lehmann zum 70. Geburtstag. (Hrsg.) Dresdener Studiengemeinschaft Sicherheitspolitik (DSS) e. V.: DSS-Arbeitspapiere, Dresden 2004, Heft 70, S. 17–20. urn:nbn:de:bsz:14-qucosa2-340207
- In historischer Mission. Als deutscher Politiker unterwegs. Berlim 2007.
- com Gabriele Oertel: Hans Modrow – sagen, was ist. Berlim 2010.
- com Volker Hermsdorf: Amboss oder Hammer. Gespräche über Kuba. Berlim und Böklund 2015, ISBN 978-3-95514-020-5.
- Brückenbauer. Als sich Deutsche und Chinesen nahe kamen. Eine persönliche Rückschau. Berlim: Verlag am Park 2021, ISBN 978-3-947094-87-5.